# Annick Jacquemet
 (septembre 2020).
Annick Jacquemet, née le 20 janvier 1956, est une femme politique française, elle est élue sénatrice du Doubs le 27 septembre 2020.

## Biographie
Annick Jacquemet est élue pour la première fois conseillère municipale de Saint-Vit en 1995. En 2001, elle devient première adjointe au maire de Saint-Vit, Pascal Routhier et conseillère générale du Doubs,, élue dans le canton de Boussières.
Lors des élections départementales de 2015 dans le Doubs, Annick Jacquemet se représente en binôme avec Thierry Maire du Poset dans le nouveau canton de Saint-Vit, où ils sont élus au second tour.
Candidate aux élections sénatoriales de 2020 dans le Doubs en seconde position sur la liste du sénateur sortant Jean-François Longeot, elle est élue sénatrice du Doubs.